# 진말어린이공원

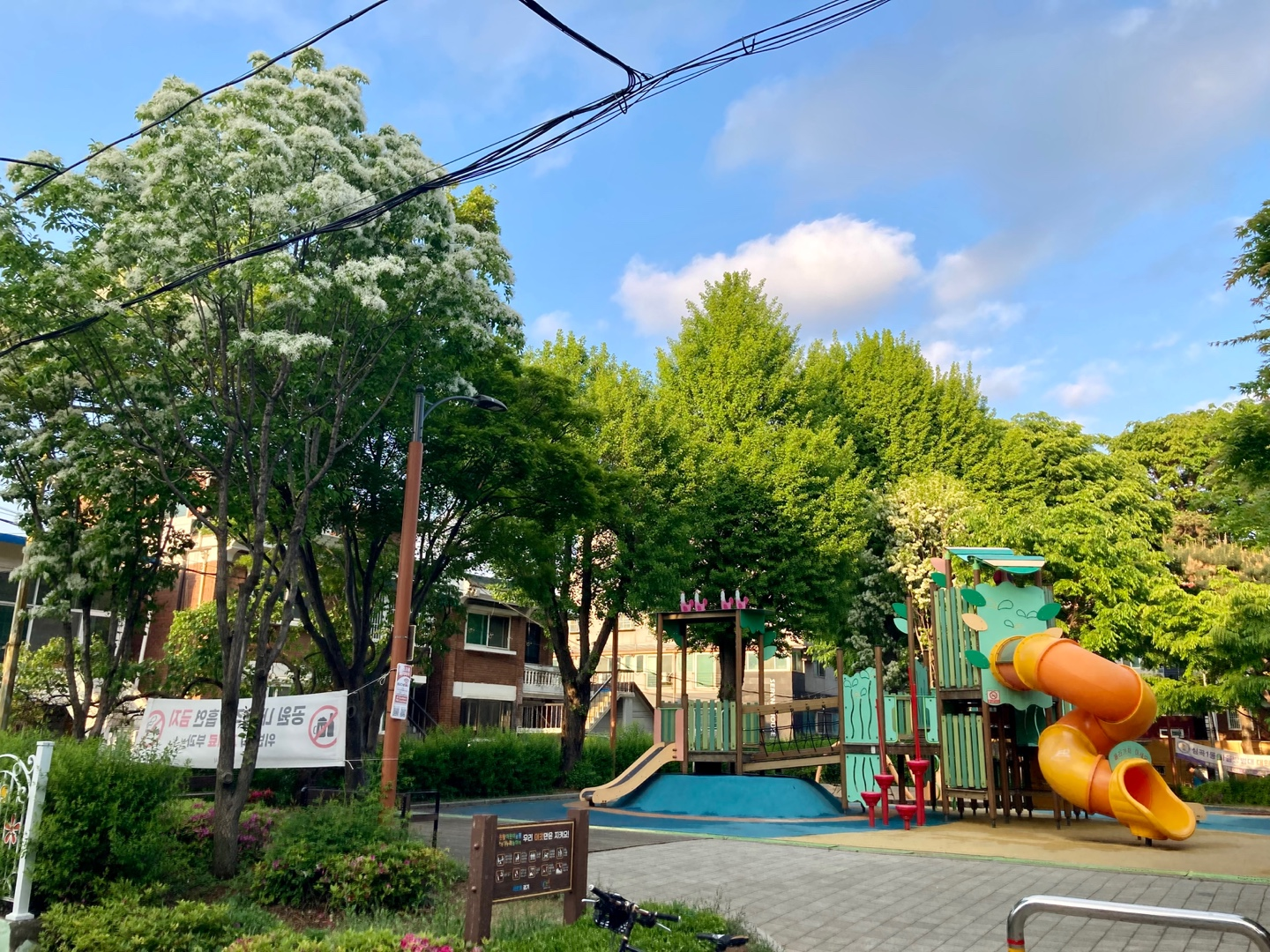
진말어린이공원(2025년 05월경)

진말어린이공원은 경기도 부천시 원미구 심곡동에 있는 도시공원이다.

## 개요
진말어린이공원은 경기도 부천시 원미경찰서 중앙지구대 인근에 있는 공원으로 심곡1동 인근의 소공원이자 어린이공원으로 2018년 12월 31일 설치 되었다. 심곡1동 인근의 다세대 및 다가구 주택밀집 지역에 배치된 유일한 공원이다. 인근 심곡1동주민자치센터와 경로당이 인근에 배치되어 있다. 어린이 공원이다보니 해당 소공원에서의 행사도 종종 있는 편이다.

## 유래
진말어린이공원의 진말이라는 어원은 심곡1동의 본래의 옛 지명으로, 진흙이라는 의미를 담아 제명되었다.

## 사진

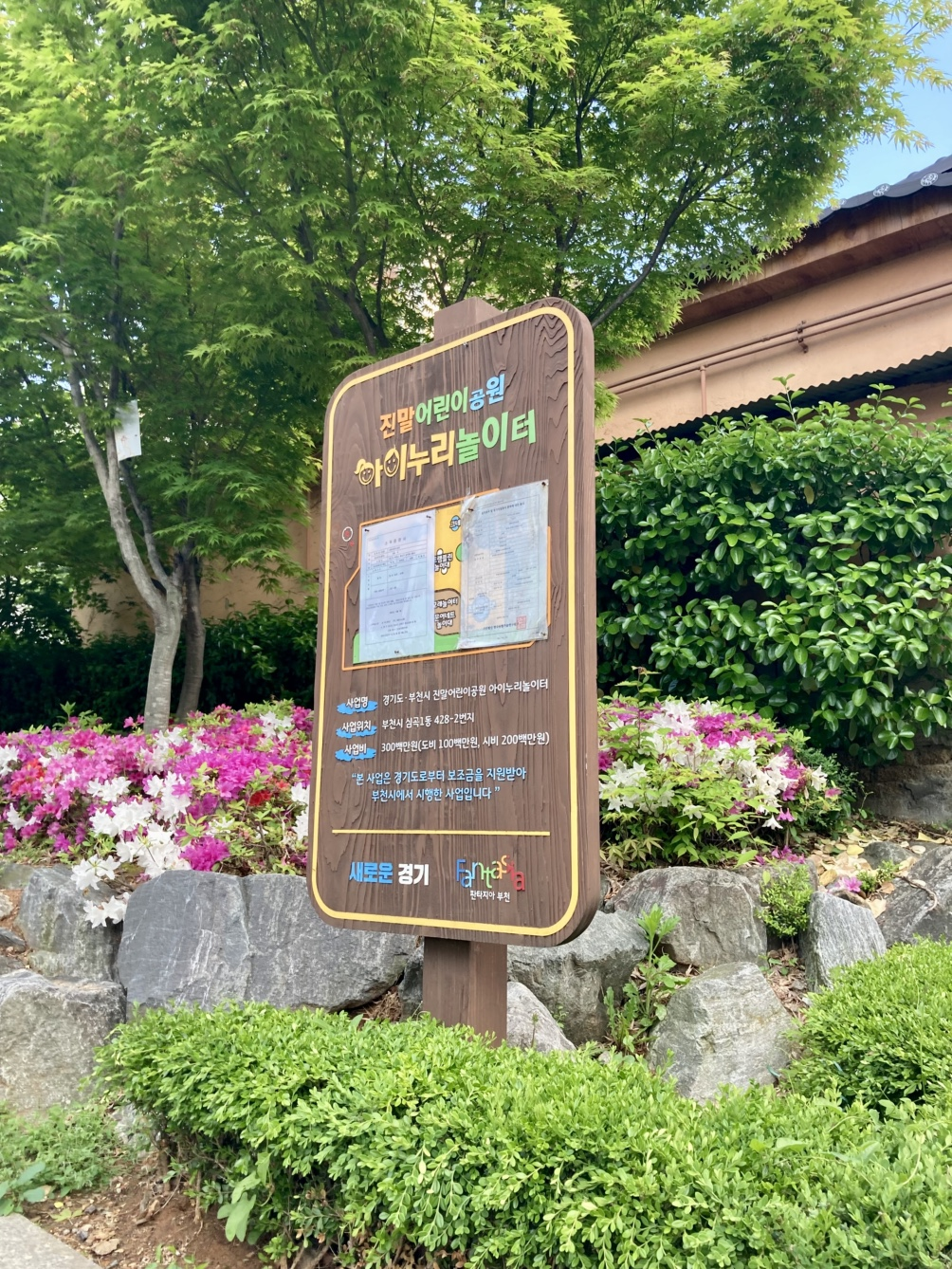
진말어린이공원 표지판
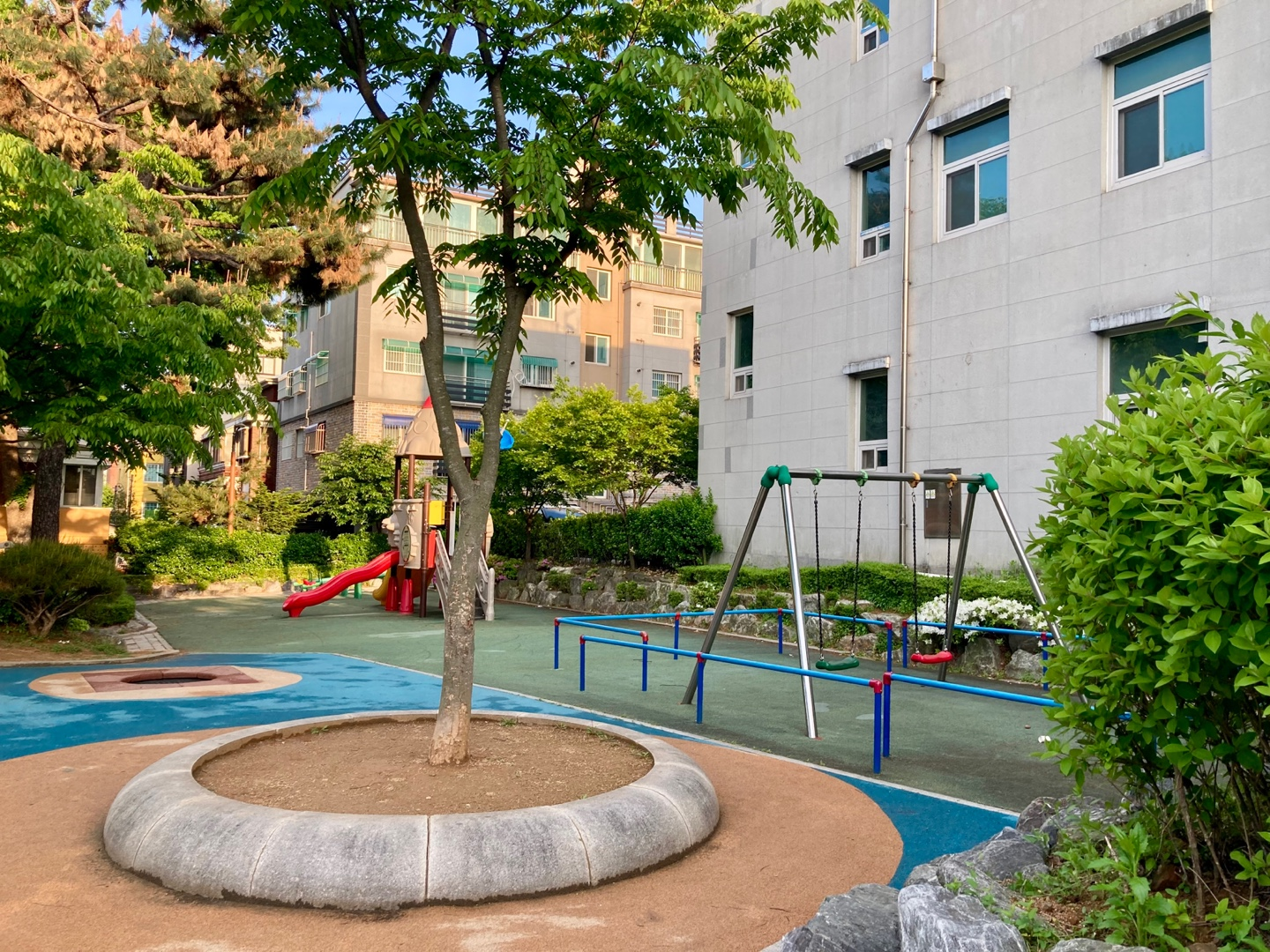
진말어린이공원 시설물
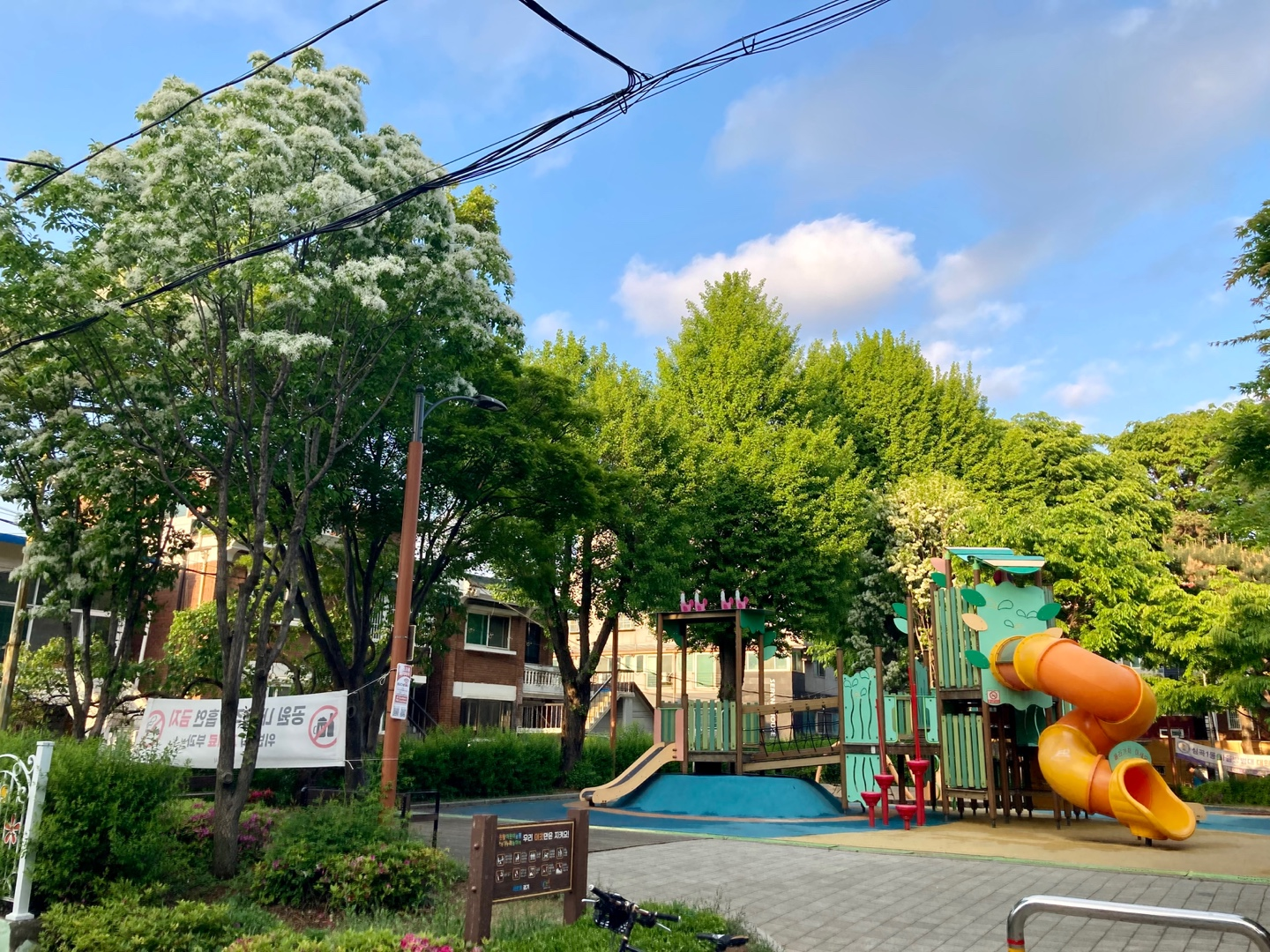
진말어린이공원 전경

## 구성
미끄럼틀, 놀이기구, 분수대, 시소 등 비교적 기본적인 구성을 갖추었고 인근 구민, 주민들의 작은 쉼터가 되어주고 있다.
- 면적 : 240㎡
- 소관 : 경기도 부천시, 경기도 부천시 원미구
- 인허가 : 2018년 12월 31일